# Região Administrativa de Rîbnița
A Região Administrativa de Rîbniţa (Russo: Rybnitsa) [e uma subdivisão da Transnístria. A população rural da região encontra-se em torno de 29.051 pessoas, o que mostra uma queda razoável se compararmos com a população de 34.000 pessoas em 1989. A cidade mais importante se chama Rîbniţa. A região não tem população étnica majoritária: Em 1989, 47% eram romenos, 42% ucranianos, 8% russos e o restante eram búlgaros, gagauzianos, judeus, bielo-russos, poloneses e alemães.